# Esfandīār Maḩalleh
Esfandīār Maḩalleh (persiska: اسفنديار محله) är en ort i Iran.   Den ligger i provinsen Mazandaran, i den norra delen av landet, 150 km nordost om huvudstaden Teheran. Antalet invånare är 138.
Terrängen runt Esfandīār Maḩalleh är mycket platt. Runt Esfandīār Maḩalleh är det tätbefolkat, med 849 invånare per kvadratkilometer. Närmaste större samhälle är Babol, 13,0 km sydost om Esfandīār Maḩalleh. Trakten runt Esfandīār Maḩalleh består till största delen av jordbruksmark.